# Супероксиддисмутаза 3
Супероксиддисмутаза 3 (СОД3, SOD3) — антиоксидантний фермент, один з трьох супероксиддисмутаз людини, кодується геном SOD3, що знаходиться у людини на 4-ій хромосомі. Супероксиддисмутази каталізують перетворення супероксиду в молекулярний кисень і перекис водню. Супероксиддисмутаза захищає головний мозок, легені і інші тканини від оксидативного стресу.
Білок секретується в міжклітинний простір і утворює глікозильований тетрамер, який фіксований до екстрацелюлярного матриксу і поверхонь клітин через взаємодію з гепарансульфатом-протеогліканом і колагеном.
Кількість супероксиддисмутази 3 в деформованій рогівці при кератоконусі знижена.